# Шчирк
Шчирк (на полски: Szczyrk; на немски: Schirk) е град в Южна Полша, Силезко войводство, Белски окръг. Административно е обособен като самостоятелна градска община с площ 39,07 км2.

## Население
Според данни от полската Централна статистическа служба, към 1 януари 2014 г. населението на града възлиза на 5 750 души. Гъстотата е 147 души/км2.